# Bolesław Biel
Bolesław Biel (ur. 2 lutego 1944) – polski piłkarz, grający na pozycji obrońcy i trener.

## Kariera
Był wychowankiem Rakowa Częstochowa. W latach 60. XX w. był zawodnikiem czwartoligowego Stradomia Częstochowa. Później występował w Stali Stalowa Wola, a od 1971 r. w Stali Rzeszów, z którą w 1975 r. awansował do I ligi. W tym samym sezonie był kapitanem drużyny, która zdobyła Puchar Polski. 
Po zakończeniu kariery piłkarskiej pracował jako trener, łącznie przez 10 lat pracował w Towarzystwie Gimnastycznym Sokół Sokołów Małopolski.

## Sukcesy

### Klubowe

#### Stal Rzeszów
- Mistrzostwo grupy II ligiː 1974/1975
- Finał Pucharu Polskiː 1974/1975